# 직불의
직불의(直不疑, ? ~ 기원전 138년)는 전한 전기의 관료로, 남양군 사람이다.

## 생애
낭(郞)이 되어 문제를 섬겼다. 어느 날 같은 숙소를 쓰던 낭이 집에 돌아갔는데, 실수로 같은 방을 쓰던 다른 낭의 금을 가져갔다. 금의 주인은 직불의를 의심하였는데, 직불의는 사과하며 금을 사다 주었다. 그 뒤 금을 가져갔던 사람이 돌아와서 돌려주니, 직불의를 의심한 낭은 몹시 부끄러워하였다.
곧 문제는 직불의를 발탁하였고, 직불의는 관직이 태중대부에 이르렀다. 어느 날 조정에서 어떤 이가 직불의를 문제에게 참소하였다.
| “ | 직불의는 용모가 뛰어나긴 하지만, 형수와 사사로이 정을 통하고 있습니다. 어찌하면 좋겠습니까! | ” |

본래 직불의에게는 형이 없었으나, 직불의는 따로 해명하지 않았다.
오왕과 초왕이 반란을 일으켰을 때(오초칠국의 난), 직불의는 이천석의 신분으로 병사들을 이끌고 이를 물리쳤다.
경제 후원년(기원전 143년), 어사대부가 되었고 오초칠국의 난 때 세운 공을 인정받아 새후(塞侯)에 봉해져 식읍 1,046호를 받았다.
건원 원년(기원전 140년), 무제가 즉위하였다. 직불의는 죄를 지어 승상 위관과 함께 면직되었고, 2년 후 죽었다. 시호를 신(信)이라 하였고, 작위는 아들 직상여가 이었다.

## 출전
- 사마천, 《사기》 권19 혜경간후자연표·권103 만석장숙열전
- 반고, 《한서》 권19하 백관공경표 下·권46 만석위직주장전

| 전임 (위위) 정 | 전한의 위위 (중대부령) ? ~ 기원전 143년 | 후임 (위위) 이광 |

| 전임 위관 | 전한의 어사대부 기원전 143년 ~ 기원전 140년 | 후임 우저 |

| 선대 진시 | 전한의 새후 기원전 143년 ~ 기원전 138년 | 후대 아들 새강후 직상여 |